# Feognost (Guzikov)
Feognost (světským jménem: Igor Michajlovič Guzikov; * 6. října 1960, Selivanovo) je ruský duchovní Ruské pravoslavné církve, metropolita kaširský, vikář patriarchy moskevského a celé Rusi.

## Život
Narodil se 6. října 1960 v sídle Selivanovo (dnes Krasnaja Gorbatka) ve Vladimirské oblasti.
Po střední škole absolvoval vojenskou službu.
Dne 22. listopadu 1983 jej arcibiskup vladimirský a suzdalský Serapion (Fadějev) postřihnul na monacha se jménem Feognost na počest svatého Feognosta Kyjevského.
Dne 14. ledna 1984 byl rukopoložen na hierodiakona a 19. ledna na jeromonacha.
Od dubna 1984 byl zapsán mezi bratry Trojicko-sergijevské lávry.
Roku 1985 nastoupil na Moskevský duchovní seminář.
Roku 1986 byl povýšen na igumen a poté na archimandritu.
Dne 30. listopadu 1988 byl jmenován představeným Trojicko-sergijevské lávry.
Roku 1991 dokončil studium na Moskevské duchovní akademii, kde získal titul kandidát bohosloví.
Dne 13. března 2002 jej Svatý synod zvolil biskupem sergijevoposadským a vikářem moskevské eparchie. Dne 31. března proběhla v chrámu Krista Spasitele v Moskvě jeho biskupská chirotonie. Světiteli byli patriarcha moskevský Alexij II., metropolita krutický a kolomenský Juvenalij (Pojarkov), metropolita smolenský a kaliningradský Kirill (Gunďajev), metropolita solněčnogorský Sergij (Fomin), metropolita volokolamský a jurjevský Pitirim (Něčajev), arcibiskup istrijský Arsenij (Jepifanov), arcibiskup vladimirský a suzdalský Jevlogij (Smirnov), arcibiskup verejský Jevgenij (Rešetnikov), biskup tulský a beljovský Kirill (Nakoněčnyj) a biskup dmitrovský Alexandr (Agrikov).
Roku 2004 navštívil Antarktidu, kde 15. února posvětil chrám Svaté Trojice na ostrově krále Jiřího.
Dne 20. dubna 2009 byl povýšen na arcibiskupa.
Dne 5. března 2010 se stal předsedou Synodní komise pro záležitosti monastýrů.
Dne 22. března 2011 se stal členem Nejvyšší církevní rady.
Dne 15. března 2012 byla Synodní komise přejmenována na Synodní oddělení pro záležitosti monastýrů a mnišství.
Dne 26. února 2019 byl osvobozen od funkce představeného lávry a jmenován arcibiskupem kaširským.
Dne 8. prosince 2020 byl ustanoven představeným Donského monastýru.
Dne 16. května 2021 byl povýšen na metropolitu.
Od 27. listopadu 2021 do 24. března 2022 byl dočasným představeným Andrejevského monastýru a od 25. srpna do 13. října 2022 Nikolo-Ugrešského monastýru.